# Tina Gifty Naa Ayele Mensah
Tina Gifty Naa Ayele Mensah (sinh ngày 23 tháng 1 năm 1964) là một chính trị gia Ghana và là thành viên của quốc hội cho khu vực bầu cử Weija-Gbawe. Cô là thành viên của Đảng yêu nước mới và được bổ nhiệm làm phó Bộ trưởng Y tế bởi bà Nana Addo vào ngày 15 tháng 3 năm 2017.

## Tuổi thơ và giáo dục
Ayele Mensah sinh ngày 23 tháng 1 năm 1964 tại Jamestown, Accra thuộc Anh trong Vùng Greater Accra. Cô có bằng cử nhân Quản trị công tại Học viện Quản lý và Hành chính công Ghana.

## Chính trị
Naa Ayeley Mensah đã bảo đảm 4.216 phiếu trong số 59.926 phiếu bầu hợp lệ trong cuộc bầu cử quốc hội năm 2016. Obuobia Darko- Opoku và Jessica Adwoa Mannuel là những ứng cử viên tranh cử.

## Sự nghiệp
Bà là Giám đốc điều hành của Gemens Company LTD. ở Mamprobi, Accra.

## Giải thưởng
Vào ngày 4 tháng 8 năm 2017, cô đã được Tổ chức Thanh niên Ghana-Nigeria trao tặng cho vị trí lãnh đạo xuất sắc.

## Cuộc sống cá nhân
Tina đã kết hôn với ba đứa con. Cô xác định là một Cơ đốc nhân.